# Mẫu Sơn, Cao Lộc
Mẫu Sơn là một xã thuộc huyện Cao Lộc, tỉnh Lạng Sơn, Việt Nam.
Xã Mẫu Sơn có diện tích 23,78 km², dân số năm 1999 là 345 người, mật độ dân số đạt 15 người/km².
Theo thống kê năm 2019, xã Mẫu Sơn có diện tích 23,78 km², dân số năm 2019 là 396 người, mật độ dân số đạt 17 người/km².